# Danh sách đĩa đơn quán quân năm 1950 (Mỹ)
Đây là danh sách đĩa đơn đứng đầu của Hoa Kỳ trong năm 1950, được xuất bản trong tạp chí âm nhạc Billboard dựa trên số lượng bán ra tại các cửa hàng:
| Đĩa đơn |
| --- |
| - Gene Autry – Rudolph the Red-Nosed Reindeer - 1 Tuần (7.1 – 13.1) - Andrews Sisters – I Can Dream, Can't I? - 4 Tuần (14.1 – 10.2) - Ames Brothers – Rag Mop - 1 Tuần (11.2 – 17.2) - Red Foley – Chattanoogie Shoe Shine Boy - 4 Tuần (18.2 – 17.3) - Teresa Brewer – Music! Music! Music! - 4 Tuần (18.3 – 14.4) - Eileen Barton – If I Knew You Were Coming (I'd Have Baked A Cake) - 2 Tuần (15.4 – 28.4) - Anton Karas – Harry Lime Theme - 11 Tuần (29.4 – 14.7) - Nat King Cole – Mona Lisa - 5 Tuần (15.7 – 18.8) - Gordon Jenkins & the Weavers – Goodnight, Irene - 13 Tuần (19.8 – 17.11) - Sammy Kaye – Harbor Lights - 2 Tuần (18.11 – 1.12) - Phil Harris – The Thing - 4 Tuần (2.12 – 29.12) - Patti Page – Tennessee Waltz - 9 Tuần (30.12.1950 – 2.3.1951) |

## Bảng xếp hạng đĩa đơn của năm 1950
1. Gordon Jenkins & the Weavers – Goodnight Irene
2. Nat King Cole – Mona Lisa
3. Anton Karas – Third Man Theme
4. Gary & Bing Crosby – Sam's Song
5. Gary & Bing Crosby – Simple Melody
6. Teresa Brewer – Music, Music, Music
7. Guy Lombardo –  Third Man Theme
8. Red Foley – Chattanoogie Shoe Shine Boy
9. Sammy Kaye – Harbor Lights
10. Sammy Kaye & Don Cornell – It Isn't Fair
11. Eileen Barton –  If I Knew You Were Coming I'd've Baked A Cake
12. Kay Starr – Bonaparte's Retreat
13. Gordon Jenkins & The Weavers – Tzena, Tzena, Tzena
14. Tony Martin – There's No Tomorrow
15. Phil Harris – The Thing
16. Ames Brothers – Sentimental Me
17. Andrews Sisters & Gordon Jenkins – I Wanna Be Loved
18. Patti Page – Tennessee Waltz
19. Andrews Sisters & Gordon Jenkins – I Can Dream, Can't I
20. Tennessee Ernie Ford & Kay Starr – I'll Never Be Free